# Сара Ларсон
Сара Марија Ларсон (швед. Zara Maria Larsson; Стокхолм, 16. децембар 1997) је шведска музичарка, певачица и текстописац. До данас је издала три ЕР плоче и три албума. Након издавања свог првог албума, сарађивала је са британским извођачима Tini Tempa и MNEK. За Европско првенство у фудбалу 2016. године, гостује као певачица у званичној песми тог првенства This one's for you, коју је компоновао француски музичар Дејвид Гета.